# Garça de Heron
A garça de Heron (Ardea bennuides) é uma espécie extinta de ave pelecaniforme da família Ardeidae que viveu nos atuais Emirados Árabes Unidos. Acredita-se que seja a inspiração para o Benu da mitologia egípcia, daí o seu nome científico.

## Características
Ardea bennuides é conhecida apenas por um fragmento de tibiotarso encontrado no sítio arqueológico de Umm al-Nar no Golfo Pérsico (Emirados Árabes Unidos) e formalmente descrito pela geóloga dinamarquesa Ella Hoch. Os restos datam de 3500 aC. c. (há cerca de 5.000 anos atrás). Hoch só nos dá uma breve descrição, para não mencionar o tamanho do osso ou o local exato onde ele foi encontrado, no entanto, não pode ser considerado um nomen nudum, já que uma foto do osso foi publicado.
Ardea bennuides era maior do que a garça-gigante ou Ardea goliath, a maior garça viva.